# Gobernador Moyano
Gobernador Moyano est une localité rurale argentine située dans le département de Deseado, dans la province de Santa Cruz. La localité est située à 254 mètres d'altitude et à 183 m de la route provinciale 12.

## Toponymie
Le nom du lieu a été donné en l'honneur de Carlos María Moyano, militaire et explorateur né le 4 novembre 1854 à Mendoza et décédé le 7 octobre 1910 à Buenos Aires ; il a été le premier gouverneur du territoire national de Santa Cruz en 1884. Il s'occupa de l'organisation des nouvelles colonies de Puerto Santa Cruz, Río Gallegos et Puerto Deseado, ainsi que de la promotion de l'élevage, en faisant venir des moutons des îles Malouines. Il a été gouverneur de Santa Cruz jusqu'en 1887, remplacé par Ramón Lista, dont le nom a également été donné à une localité de la province, Ramón Lista (es).